# 秋葉原CROSSFIELD
秋葉原CROSSFIELD（日语：／）是東京都千代田區外神田的複合設施。過去又稱秋葉原IT中心、秋葉原計劃。

## 概要
2001年12月，東京都公開招募秋葉原站電氣街口周邊的秋葉原1街區與3街區（千代田區外神田一丁目與外神田四丁目）1萬5728平方公尺都有地開發案。2002年2月，NTT都市開發、DAIBIRU、鹿島建設共同計劃案勝出。
2005年3月，秋葉原DAIBIRU竣工。2006年1月秋葉原UDX竣工，同年3月9日開幕。
2007年3月，秋葉原DAIBIRU停車場獲得第3回日本最佳停車場獎優秀賞（中小停車場部門）。
連結JR秋葉原站口交通廣場與秋葉原UDX的行人空中迴廊「AKIBA BRIDGE」（アキバ・ブリッジ）入選2006年度好設計獎（建築、環境設計部門），秋葉原UDX入選2007年度好設計獎（建築、環境設計部門），秋葉原UDX木頭樓板入選2014年度好設計獎（公共用空間、建築、設施）。

## 沿革
- 1989年5月6日 - 神田市場遷移至大田市場（日语：大田市場），廢除。
- 2000年12月 - 東京都擬定「東京構想2000」
- 2001年3月 - 發表「秋葉原地區營造準則」
- 2001年12月7日 - 公開招募秋葉原1街區與3街區出售案
- 2002年2月15日 - 決定秋葉原1街區與3街區出售案獲選者
- 2002年3月末 - 與東京都簽訂土地買賣契約
- 2002年7月24日 - 秋葉原、神田地域指定為都市再生緊急整備地域（日语：都市再生緊急整備地域）[8]
- 2003年5月8日 - 秋葉原DAIBIRU動工
- 2003年8月20日 - 秋葉原UDX動工
- 2003年10月24日 - 國土交通大臣認可民間都市再生事業計畫（日语：民間都市再生事業計画認定制度）「（暫稱）UDX大廈計畫（秋葉原3-1街區）」
- 2004年4月20日 - 秋葉原IT中心（暫稱）正式名稱決定為「秋葉原CROSSFIELD」
- 2004年10月1日 - 設立株式會社秋葉原CROSSFIELD MANAGEMENT
- 2005年3月31日 - 秋葉原DAIBIRU竣工
- 2006年1月23日 - 秋葉原UDX竣工
- 2006年3月9日 - 「秋葉原CROSSFIELD」開幕
- 2011年3月31日 - 株式會社秋葉原CROSSFIELD MANAGEMENT解散

## 開發區域內的設施
- 秋葉原DAIBIRU（日语：秋葉原ダイビル）
  - 樓層：地上31層、頂樓1層、地下2層
  - 高度：147.473公尺
  - 竣工：2005年3月
- 秋葉原UDX
  - 樓層：地上22層、頂樓1層、地下3層
  - 高度：最高部107.00公尺、頂樓高99.7公尺
  - 竣工：2006年1月23日
  - 開幕：2006年3月9日

超高層公寓TOKYO TIMES TOWER（秋葉原3－2街區）與東京消防廳神田消防署（秋葉原3－3街區）雖不屬於秋葉原CROSSFIELD，但都是秋葉原再開發的一部分。
- TOKYO TIMES TOWER（鹿島建設）
  - 樓層：地上40層、頂樓1層、地下1層
  - 高度：最高部138.45公尺、軒高127.55公尺
  - 竣工：2004年9月
- 東京消防廳神田消防署
  - 樓層：地上12層、地下2層
  - 防災員宿舎：33戶
  - 樓板面積：約12,000平方公尺
  - 業務開始：2004年7月

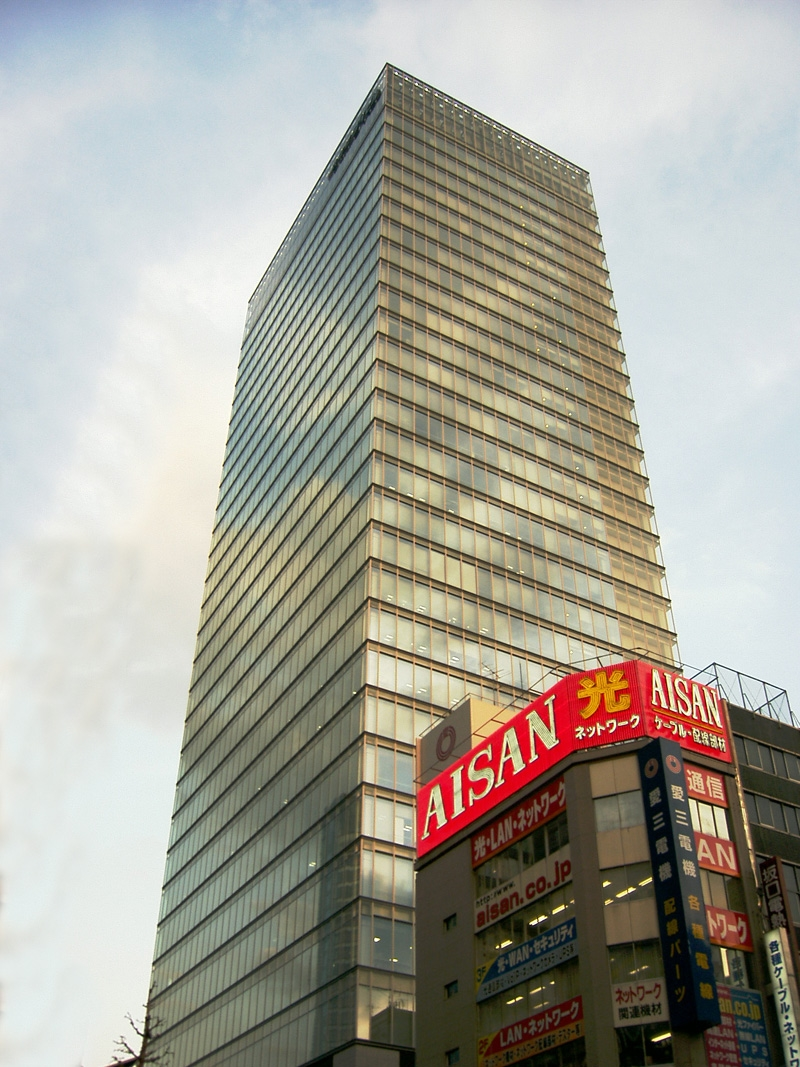
秋葉原DAIBIRU（日语：秋葉原ダイビル）
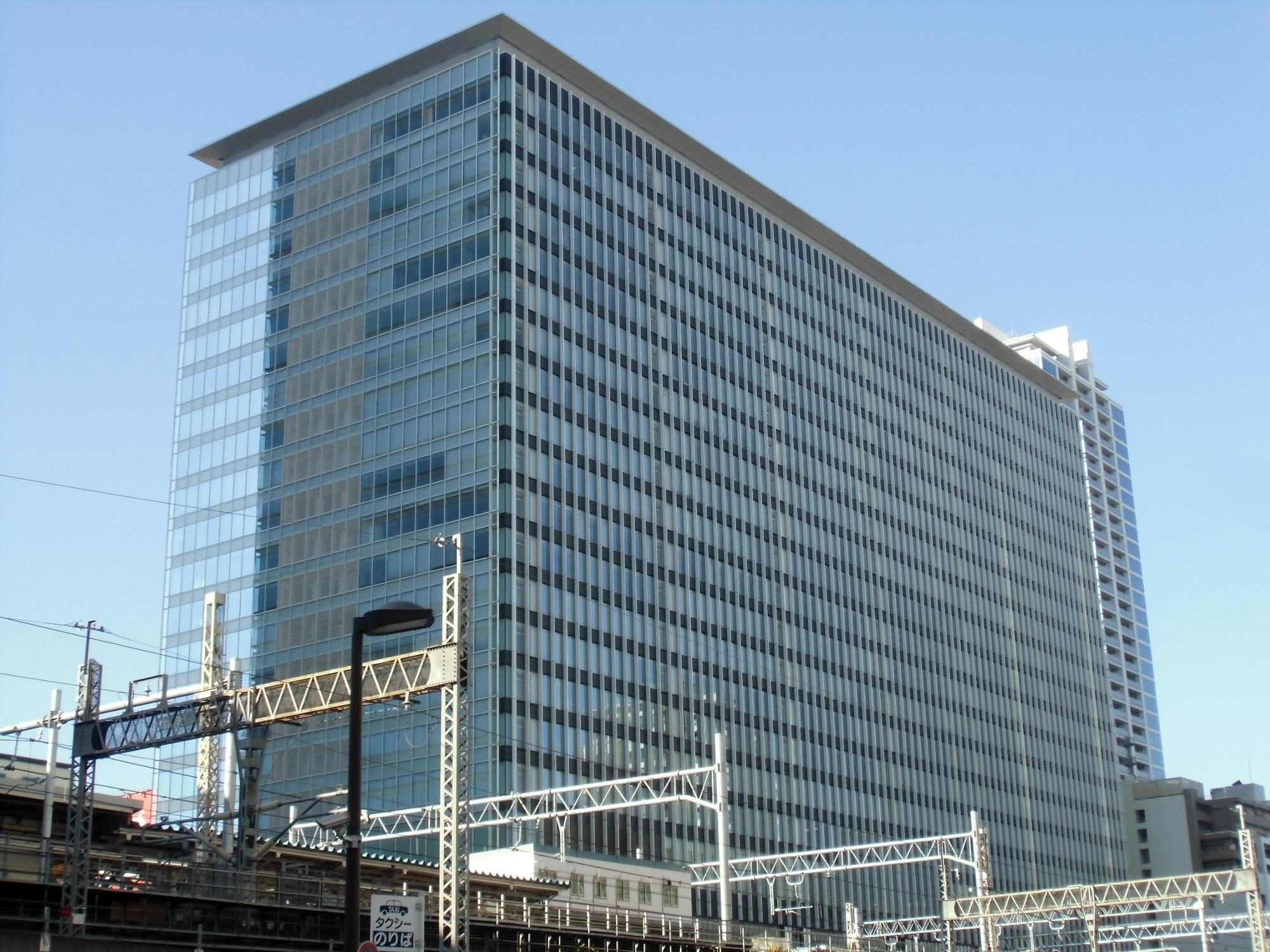
秋葉原UDX
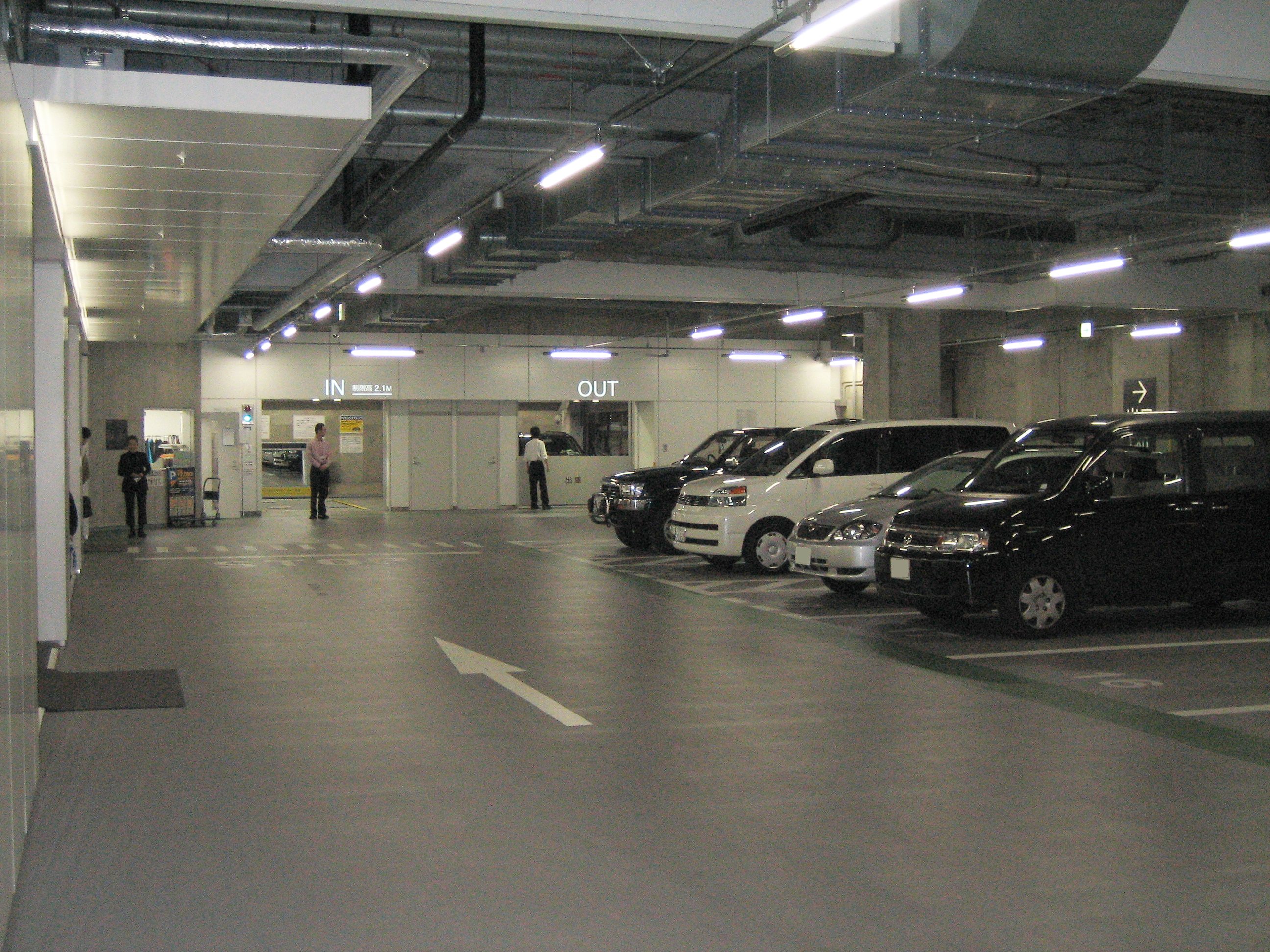
秋葉原DAIBIRU停車場 （容納112台）
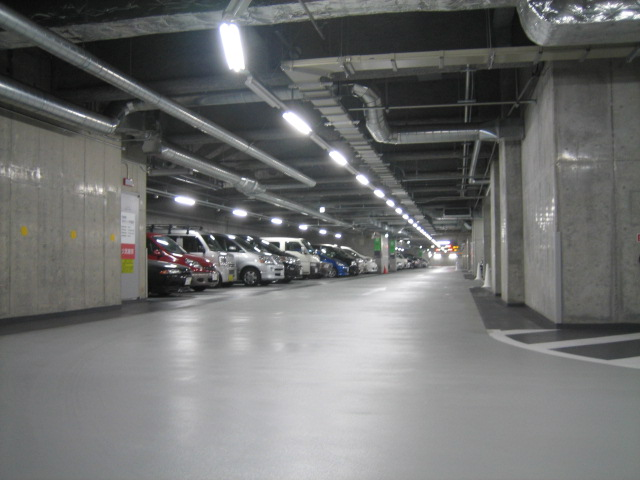
秋葉原UDX停車場（日语：秋葉原UDXパーキング） （容納800台）
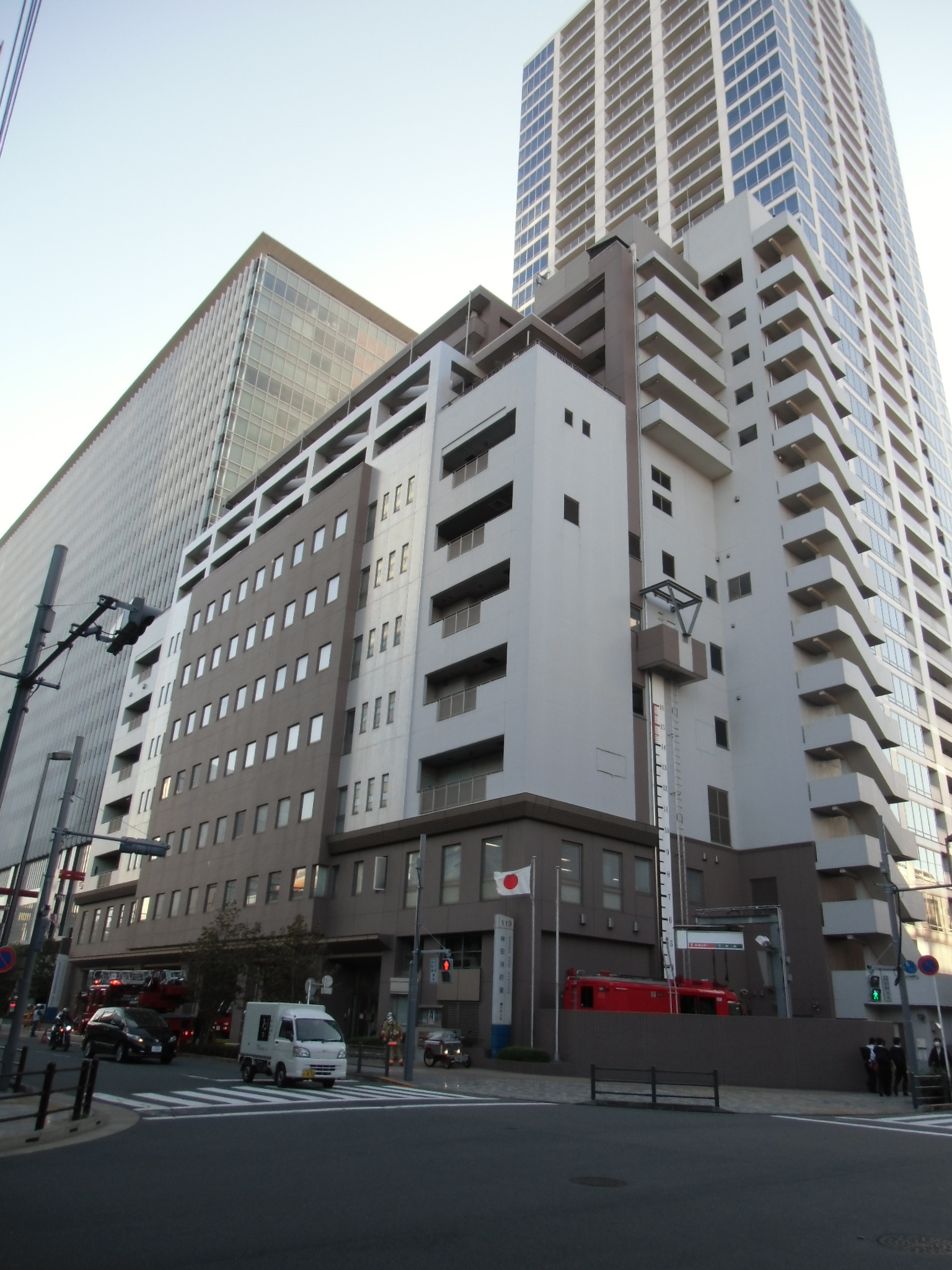
東京消防廳神田消防署（日语：神田消防署）

## CROSSFIELD MANAGEMENT
CROSSFIELD MANAGEMENT是NTT都市開發、DAIBIRU、鹿島建設為了秋葉原CROSSFIELD的大樓管理、清掃、租戶招募、活動企劃營運等等所成立的公司，2011年3月31日解散，同年9月26日清算結束。

## 備註
1. ↑  秋葉原プロジェクト、ダイビル
2. ↑  秋葉原の再開発事業コンペにてNTT 都市開発・ダイビル・鹿島の案が当選、DAIBIRU、2002年2月15日
3. ↑  秋葉原駅前都有地の売却先は鹿島建設らに決定 （页面存档备份，存于）、PC Watch、2002年2月19日
4. ↑  第3回 日本ベストパーキング賞 受賞者、財團法人停車場整備推進機構
5. ↑  2006年度 グッドデザイン賞 受賞番号：06B02005 （页面存档备份，存于）、公益財團法人日本設計振興會
6. ↑  2007年度 グッドデザイン賞 受賞番号：07B01004 （页面存档备份，存于）、公益財團法人日本設計振興會
7. ↑  2014年度 グッドデザイン賞 受賞番号：14G110930 （页面存档备份，存于）、公益財團法人日本設計振興會
8. ↑  都市再生緊急整備地域及び特定都市再生緊急整備地域の一覧 （页面存档备份，存于）、內閣府地方創生推進室
9. ↑  2005年度 グッドデザイン賞 受賞番号：05B01049 （页面存档备份，存于）、公益財團法人日本設計振興會
10. ↑  第27期第2四半期 四半期報告書（平成23年7月1日～平成23年9月30日） （页面存档备份，存于）、NTT都市開発、2頁

## 外部連結
- 秋葉原CROSSFIELD （页面存档备份，存于）
- 都市再生緊急整備地域（秋葉原、神田地域） （页面存档备份，存于）
- （暫稱）秋葉原3－2街區計畫 （页面存档备份，存于）、東京都都市整備局（日语：東京都都市整備局）

35°41′59.9″N 139°46′21.1″E / 35.699972°N 139.772528°E